# محمد علي المحجوبي
محمد علي المحجوبي (28 ديسمبر 1966 تونس تونس - ) هو لاعب كرة قدم تونسي يلعب كمدافع، شارك في كأس الأمم الأفريقية لكرة القدم 1994.

## روابط خارجية
- محمد علي المحجوبي على موقع الاتحاد الدولي (مؤرشف)  (الإنجليزية)
- محمد علي المحجوبي على موقع قاعدة بيانات كرة القدم.إي يو (الإنجليزية)
- محمد علي المحجوبي على موقع بيانات كرة القدم. دي إي (الألمانية)
- محمد علي المحجوبي على موقع ناشيونال فوتبول تيمز (الإنجليزية)
- محمد علي المحجوبي على موقع عالم كرة القدم.نت (الإنجليزية)
- محمد علي المحجوبي على موقع أوليمبيديا (الإنجليزية)